# او-تولوئیک اسید
او-تولوئیک اسید (به انگلیسی: O-Toluic acid) با فرمول شیمیایی C۸H۸O۲ یک ترکیب شیمیایی با شناسه پاب‌کم ۸۳۷۳ است. که جرم مولی آن ۱۳۶٫۲ g/mol می‌باشد. 